# .460ウェザビー・マグナム

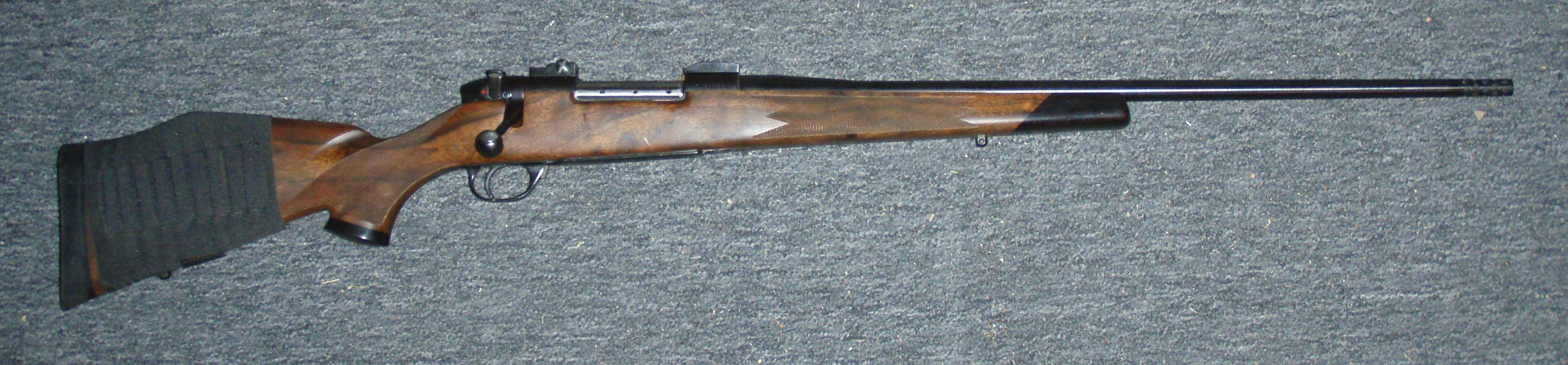
ウェザビー・マークV

.460ウェザビー・マグナム（英語: .460 Weatherby Magnum）は米国・ウェザビー社が開発・販売しているライフル弾。1958年にロイ・ウェザビーによって開発された。市販品ではホーランド・アンド・ホーランド社の特注品を除けば、店頭で一般販売されている狩猟用弾薬としては世界最強の威力を持つ。

## 特徴
ウェザビーは一般に使用されているライフル弾をもとにマグナム化することを得意としており、さまざまな口径の実包を販売している。手法としては薬莢の肩を「いからせ」て装薬量を上げるというものであり、同じ口径でも通常の銃では使用できなくなる。そのためオリジナルの銃を合せて商品化しているが、.460は500グレーンという同口径では他に例のない最大級の弾頭重量を持つ。
重量が4.7kgもあるウェザビー・マークVライフル（この弾薬を使用する代表的な小銃）での反動は100フットポンドにもなる。M1ガーランドで.30-06スプリングフィールド弾を撃った時の反動が20ft・lbfであることを考えると極めて強い。そのため、火薬量を115グレーン(7.45g) に減らして、弾丸威力を7500フットポンド（通常8100ft・lbf）にまで落とした実包がメーカーから販売されている。
アフリカゾウやサイを一撃で倒せるほどの破壊力を持つ。またその驚異的な貫通力から、近年はクジラの密猟にも使用され話題となった。射撃時の反動は先述の通り威力に比例して極めて大きいため、この銃を撃った日本人レポーターが反動によって肩を脱臼し、尻餅をついて尾骶骨骨折してしまうといった記録により、一時期の44マグナムと同じく常識外れの反動という印象が定着したこともあった。しかし実際にはネット上に配信されている射撃動画を見ても分るように、マズルブレーキなしで撃ってもそこまで大袈裟な反動はなく実用範囲内である。
現在、口径.416以上のマークVライフルには、反動を50%近く軽減するウェザビー社オリジナルのマズルブレーキが標準装備されており、反動自体は大した問題ではなくなったが、前述の日本人レポーターの実験によると大人一人をのせた箱車にこの実包を装填した銃をあてて発砲すると、箱車は1,145mm以上も後方に押し出された。ちなみに同条件で発砲された22口径ロングライフル弾の後退量は僅か1mm。軍用の強装弾として知られる7.92x57mmモーゼル弾でも後退量は55mmに過ぎなかった。

## 性能
- 口径: 0.458インチ (11.63mm)
- 弾頭重量: 500グレーン（32グラム）
- 弾丸威力: 8100フットポンド（10980ジュール）
- 初速: 66cm（26インチ）の銃身の銃で823m/s（2700フィート/s）
- 価格: 4.00〜5.50ドル

## 備考
- ウェザビー・マークVライフルは日本でも猟銃として購入することが可能であるが、.460ウェザビー・マグナム口径のライフルはトド駆除用などの特例を除き日本では許可にならない。
- 通常の狩猟用として許可が降りるのは.378 ウェザビーくらいまでであるが、日本国内において狩猟対象となる最大種の獣は北海道のヒグマなので、この口径でも実用上十分過ぎる威力である。